# Arkadiusz Sowa
Arkadiusz Sowa (ur. 2 marca 1979 w Sosnowcu) – polski lekkoatleta – długodystansowiec, maratończyk.

## Osiągnięcia
Zawodnik WKS Oleśniczanka Oleśnica. Reprezentant Polski na Letnie Igrzyska Olimpijskie 2008 w Pekinie w biegu maratońskim. Mistrz Polski w biegu na 10 000 m (2005) i w półmaratonie (2007). Na Igrzyskach Olimpijskich w Pekinie zajął 54. miejsce z czasem 2:24:48
Jest żołnierzem Wojska Polskiego w stopniu chorąży.

## Rekordy życiowe
- półmaraton – 1:03:13 (30 marca 2008, Warszawa) – 16. wynik w historii polskiej lekkoatletyki[2]
- bieg maratoński – 2:12:00 (2007)